# Parafia Najświętszej Maryi Panny Królowej Świata w Warszawie
Parafia Najświętszej Maryi Panny Królowej Świata, właśc. parafia Najświętszej Maryi Panny Królowej Wszechświata – parafia rzymskokatolicka należąca do dekanatu ochockiego, archidiecezji warszawskiej, metropolii warszawskiej Kościoła katolickiego, w Warszawie. Obsługiwana przez księży archidiecezjalnych.

## Historia
Parafia została erygowana w 1950. Pierwotnie nosiła tytuł Wincentego a Paulo gdyż przy ulicy Opaczewskiej miały swój dom szarytki. W 1957 patronką parafii została Najświętsza Maryja Panna Królowa Wszechświata oraz nastąpił jej podział. Powszechnie używany jest jednak skrót parafia Najświętszej Maryi Panny Królowej Świata.
W 1981 zakończono budowę nowego kościoła według projektu Leszka Klajnerta.